# Новоюр'ївка
Новою́р'ївка — село в Україні, у Вільнозапорізькій сільській громаді Баштанського району Миколаївської області. Населення становить 619 осіб.
Розташоване за 15 км на південний схід від міста Новий Буг і за 10 км від залізничної станції Новий Буг.

## Історія
Село засноване в 1882 році.
1917—1920 роки — у складі УНР та Української держави. З 1920 року — радянська окупація.
У Другій Світовій війні брали участь 91 житель села, 21 з них загинув у боях, 15 — удостоєні урядових нагород. У 1952 р. на братській могилі воїнів, полеглих у бою за звільнення села від німецьких загарбників, споруджений обеліск.
У селі працював колгосп «Червона зірка». За досягнення в праці 76 передовиків села нагороджені орденами і медалями, у тому числі орденом Леніна — доярки Л. Е. Пасько, О. А. Лозінська, свинар Є. В. Янковський, орденом Жовтневої Революції — голова колгоспу З. К. Хроменко, орденом Трудового Червоного Прапора — комбайнер Л. І. Баланюк, ланковий М. С. Дорошенко, доярки К. І. Байбарза і Є. М. Городня.
З 24 серпня 1991 року у складі держави Україна.
28 січня 2015 року у селі невідомі завалили пам'ятник Леніну.

## Економіка
У селі обробляється 4836 га сільськогосподарських угідь, у тому числі 4612 га орних земель. У господарстві вирощують зернові і технічні культури, розвинене тваринництво. У селі працює млин та маслобійня.

## Освіта і культура
У селі є дев'ятирічна школа (174 учні і 13 вчителів), будинок культури із залом на 400 місць, бібліотека з книжковим фондом 8.5 тис. примірників, фельдшерсько-акушерський пункт, дитячий сад. Працюють два магазини, комплексний приймальний пункт райпобутоб'єднання, відділення Укрпошти та Ощадбанку України.